# 8098 Miyamotoatsushi
A 8098 Miyamotoatsushi (ideiglenes jelöléssel 1993 SH2) a Naprendszer kisbolygóövében található aszteroida. Endate Kin és Vatanabe Kazuró fedezte fel 1993. szeptember 19-én.